# 馬克思主義者站
馬克思主義者站（羅馬化：Marksistskaya）是莫斯科地鐵加里宁-松采沃线的一個車站，開通於1979年12月30日。站名來自於馬克思主義者大街，車站的建築主體也是馬克思思想。

## 外部連結
- （俄文） Moskovsky Metropoliten-Description and photographs
- （俄文） News.Metro.ru （页面存档备份，存于）-Description and photographs
- （俄文） Metro.ru （页面存档备份，存于）-Description and photographs
- （俄文） Metrowalks.ru-Photographs
- （英文） KartaMetro.info （页面存档备份，存于） — Station location and exits on Moscow map